# Weronika Ewald
Weronika Ewald (* 20. Februar 2006) ist eine  polnische Tennisspielerin.

## Karriere
Ewald begann erst mit 12 Jahren mit dem Tennisspielen und bevorzugt Sandplätze. Sie spielte bislang vor allem Turniere der ITF Juniors World Tennis Tour und der ITF Women’s World Tennis Tour, wo sie bisher zwei Titel im Einzel und einen Doppeltitel gewinnen konnte.
2018 wurde Ewald polnische Vizemeisterin der U12 im Einzel und Doppel sowie polnische Meisterin in der Halle der U12 im Einzel und Vizemeisterin der U12 im Doppel. 2019 wurde sie polnische Meisterin der U14 im Freien und in der Halle im Einzel sowie Vizemeisterin im Doppel der U14 in der Halle. 2020 wurde sie polnische Vizemeisterin der U16 im Einzel im Freien und gewann das J4 Sobota. 2021 wurde sie polnische Meisterin im Einzel der U18 in der Halle und gewann das J3 Aizkraukle.
2022 qualifizierte sie sich für das Hauptfeld im Wimbledon Championships 2022/Juniorinneneinzel, wo sie mit einem 6:4, 2:6 und 6:4 Sieg gegen Hephzibah Oluwadare die zweite Runde erreichte. Dort scheiterte sie aber mit 5:7 und 1:6 an Nikola Bartůňková. Im Juniorinnendoppel scheiterte sie mit ihrer Partnerin Isis Louise Van Der Broek bereits in der ersten Runde mit 3:6, 6:4 und [7:10] an Hannah Klugman und Hephzibah Oluwadare.
Im Juli 2022 erhielt sie eine Wildcard für die Qualifikation im Dameneinzel der BNP Paribas Poland Open, wo sie jedoch in der ersten Runde im zweiten Satz gegen Despina Papamichail aufgeben musste. Ein Jahr später erhielt sie eine Wildcard für das Hauptfeld des BNP Paribas Poland Open 2023, scheiterte jedoch in der ersten Runde an der Qualifikantin Rebecca Šramková mit 2:6, 2:6.

## Turniersiege

### Einzel
| Nr. | Datum            | Turnier             | Kategorie | Belag     | Finalgegnerin   | Ergebnis       |
| --- | ---------------- | ------------------- | --------- | --------- | --------------- | -------------- |
| 1.  | 3. Dezember 2023 | Scharm asch-Schaich | ITF W15   | Hartplatz | Marija Golowina | 7:5, 65:7, 6:1 |
| 2.  | 13. April 2025   | Scharm asch-Schaich | ITF W15   | Hartplatz | Marie Weckerle  | 3:6, 6:4, 6:0  |

### Doppel
| Nr. | Datum           | Turnier       | Kategorie | Belag | Partnerin    | Finalgegnerinnen                   | Ergebnis         |
| --- | --------------- | ------------- | --------- | ----- | ------------ | ---------------------------------- | ---------------- |
| 1.  | 31. August 2024 | Bielsko-Biała | ITF W15   | Sand  | Daria Kuczer | Karolína Kubáňová Aneta Laboutková | 7:5, 1:6, [10:6] |